# Atari 5200
Atari 5200 SuperSystem или просто Atari 5200 — игровая приставка компании Atari, выпущенная на рынок в 1982 году в качестве замены получившей широкую популярность Atari 2600. Модель 5200 была создана для конкуренции с Mattel Intellivision, но вскоре после выпуска приставки оказалось, что она скорее конкурирует с ColecoVision. Некоторые изъяны, допущенные при проектировании, оказали сильное влияние на удобство использования системы, из-за чего модель в целом можно признать неудачной.

## История
После выпуска 2600 в Atari работали над новой более совершенной приставкой. Но когда она была уже почти готова, ситуация на рынке изменилась: стали набирать популярность домашние компьютеры, появились такие модели, как Commodore PET, TRS-80 и Apple II. По технологическому уровню эти машины были близки 2600, но продавались по гораздо более высокой цене, соответственно и прибыль от их производства была гораздо выше. Руководство Atari решило выйти на этот рынок, и новая консоль была преобразована в Atari 400 и Atari 800, появившиеся в продаже в 1979 году.
В начале 1980-х на рынок вышла вторая волна консолей, в том числе Mattel Intellivision. Неудивительно, что 2600 на фоне других приставок стала не столь привлекательной. Но для Atari стало сюрпризом, что продажи 2600 сократились очень резко, и это стало причиной решения вернуться на рынок игровых консолей с новой моделью, сделанной по первоначальным спецификациям 1978 года.
Выбирая название новой системы, разработчики просто удвоили число 2600. Модель Atari 5200, выпущенная в 1982 году, имела 4 порта джойстика (большинство систем того времени предлагали только два), новый контроллер с аналоговым джойстиком и цифровой клавиатурой, четырьмя кнопками «огня» и кнопками Start / Pause / Reset. С приставкой впервые поставлялось устройство «TV switchbox» для подключения к телевизору — когда приставка включалась, телевизор автоматически переключался с антенного сигнала на сигнал с приставки; раньше для переключения нужно было сделать это выключателем на коробке коннектора.
Модель 1983 года имела уже всего два порта джойстика вместо четырёх, и устройство для подключения к телевизору уже не было автоматическим. Atari 5200 сильно не хватало совместимости с 2600, но в 1983 году был выпущен адаптер для запуска игр от 2600, что позволяло использовать для старых игр игровые контроллеры новой приставки. Другая проблема была в недостатке внимания, которое Atari уделяла новой консоли — большая часть ресурсов была отдана Atari 2600.
21 мая 1984 года Atari представила Atari 7800. Было объявлено о прекращении производства Atari 5200, консоль продержалась на рынке менее двух лет. Было объявлено, что суммарные продажи консоли составили более 1 млн штук.

## Технические характеристики
- Процессор: кастомный MOS 6502C на частоте 1,79 МГц (не путать с процессором 65c02)
- Графика: чипы ANTIC и GTIA
- Разрешение экрана: до 320 × 192, 16 цветов (из палитры в 256) на каждую строку
- Звук: чип POKEY, 4 канала
- Память: 16 КБ ОЗУ, 2 КБ ПЗУ, картриджи использовали окно в 32 КБ

### Отличия от Atari 400/800
Atari 5200 во многом основана на 8-разрядных компьютерах Atari 400/800, и внутреннее устройство почти идентично им. Тем не менее, приставка не сохранила программную совместимость с ними.
- Встроенное программное обеспечение: 10 КБ ПЗУ было заменено на 2 КБ, включающее только программу-монитор и знакогенератор
- Несколько важных регистров, таких как регистры чипов GTIA и POKEY, изменили свои адреса в памяти
- Назначение некоторых проецируемых на память регистров изменилось
- Аналоговые джойстики стали выглядеть для оборудования как paddle-контроллеры, что требовало иной обработки чем для обычных джойстиков